# Insula Ada Kaleh
Ada Kaleh (din limba turcă Ada Kale, însemnând „Insula Fortăreață”), regăsită și sub denumiri mai vechi, austriece, de Insula Carolina sau Insula Orșova Nouă., a fost o insulă pe Dunăre, acoperită în 1970 de apele lacului de acumulare al hidrocentralei Porțile de Fier I. Insula se găsea la circa 3 km în aval de Orșova și avea o dimensiune de circa 1,7 km lungime și circa 500 m lățime. Era populată de circa 600 de turci.
Insula Ada Kaleh era pentru locuitorii din regiune un punct turistic îndrăgit datorită prețurilor mai scăzute (fiind scutită de impozit) pentru cumpărarea delicateselor turcești, bijuteriilor și tutunului. Insula era de asemenea renumită pentru creșterea trandafirilor din care localnicii obțineau ulei esențial și parfumul de trandafir.

## Istoric

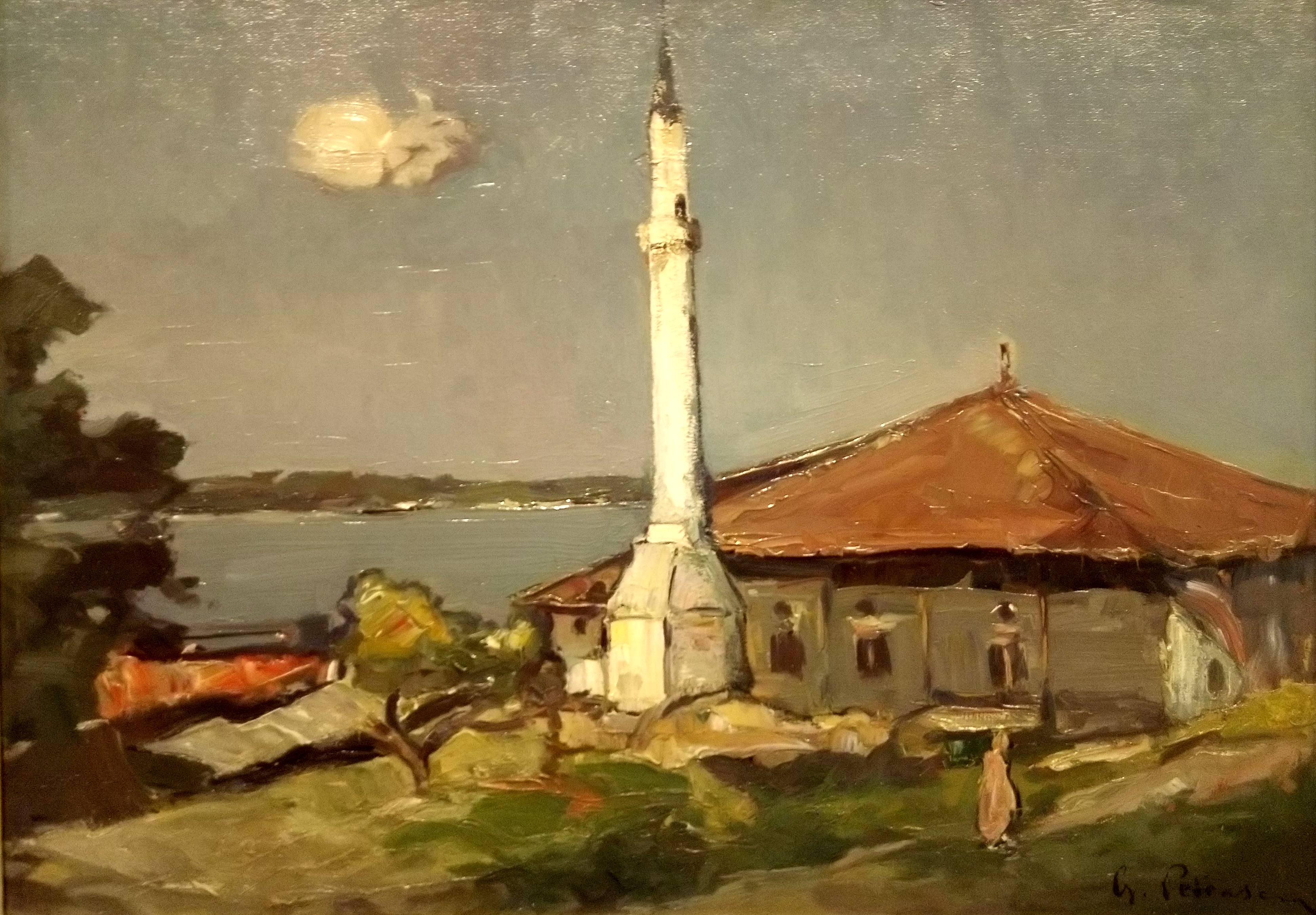
Geamie la Ada-Kaleh - pictură semnată Gheorghe Petrașcu care a făcut parte din exponatele ArtSafari 2020 de la Victoria Tower - București

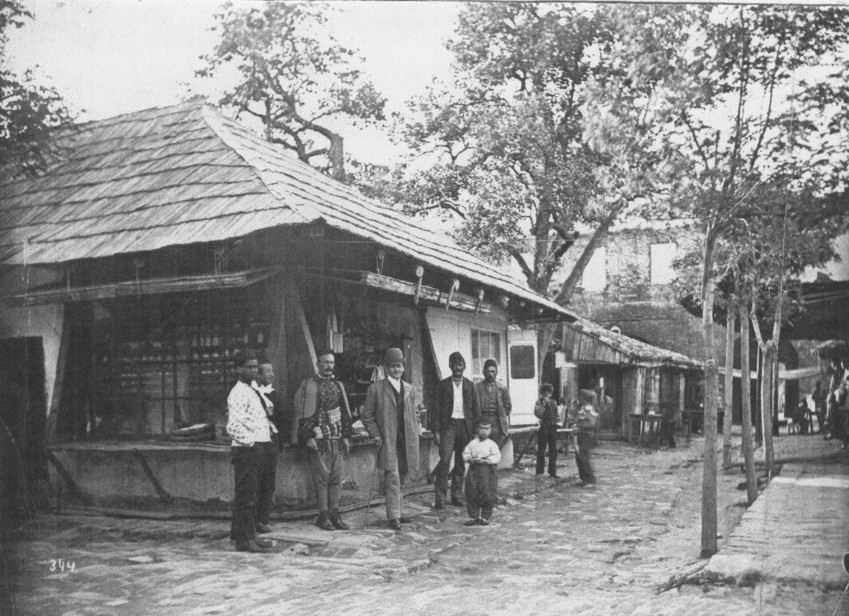
Bazarul de pe insula Ada-Kaleh

Insula a fost locuită încă din antichitate. Herodot amintea de Cyraunis, despre care scrie că lungimea insulei este de 20 de stadii, îngustă, plină de măslini și de viță sălbatică. Prima atestare documentară este un raport al Cavalerilor Teutoni din 22 februarie 1430, despre fortificațiile bănățene, care vorbește despre insula Saan cu 216 oameni. De la 1430 devine cunoscută ca Ada Kaleh.
Insula Ada Kaleh a avut o importanță deosebită în conflictele Imperiului Habsburgic cu cel otoman din cauza poziției sale strategice. În anul 1689 armata austriacă a construit aici o fortăreață. În următoarele decenii, insula Ada Kaleh a fost ocupată succesiv în mai multe rânduri de Austria și Imperiul Otoman. În urma Tratatului de Pace de la Belgrad din 1739, insula a revenit Imperiului Otoman, cu scurte întreruperi temporare în favoarea austriecilor între anii 1789 și 1791. 
Uitată la Congresul de pace de la Berlin (1878), insula Ada Kaleh a rămas posesiune turcă aflată de facto sub administrare austro-ungară până în anul 1918/1920, când a devenit teritoriu românesc. Majoritatea populației insulei a rămas în continuare de origine turcă.
Tratatul de pace cu Imperiul Otoman, semnat la 10 august 1920, nu a fost aplicat efectiv, din cauza începerii războiului greco–turc. La 20 noiembrie 1922, începe Conferința internațională de la Lausanne în problema strâmtorilor Bosfor și Dardanele, la care participă și România, iar la 24 iulie 1923, este semnat tratatul de Pace cu Turcia, prin care Ankara recunoaște drepturile României asupra insulei Ada Kaleh.
Înaintea creării lacului de acumulare de la Porțile de Fier, principalele obiective istorice de pe insulă au fost demolate. Încercarea reclădirii lor în aval pe insula Șimian în anii următori nu s-a finalizat, iar majoritatea locuitorilor a preferat să se mute în alte regiuni ale României, cum ar fi Dobrogea, sau să emigreze în Turcia.
Ideea de a se reconstrui insula Ada Kaleh nu a fost încă abandonată, existând un proiect de refacere a principalelor monumente și construcții de acolo pe insula Șimian.

## Personalități
- Károly Aszlányi [6]
- Mișkin Baba [7]
- Regep Ağa (1770-1814)  general otoman de origine română